# Albert (wójt)
Albert (zm. po 1317 w Pradze) – dziedziczny wójt Krakowa na przełomie XIII i XIV wieku, przywódca buntu mieszczan krakowskich w 1311 roku.

## Życiorys
Albert był synem wójta krakowskiego Henryka. W 1290 roku po raz pierwszy pojawia się w źródłach jako wójt, jego imieniu towarzyszy zaś tytuł komesa. Wraz z nim wójtostwo sprawowali jego brat Henryk (miał też brata Jana, który może być identyczny z kolejnym wójtem noszącym to imię). W 1306 roku Albert, wobec śmierci Wacława III poddał miasto Władysławowi Łokietkowi. Za jego rządów wzmiankowany jest jako kasztelan sądecki (1309), jest odnotowany także jako żupnik krakowski.
W 1311 roku stanął na czele buntu mieszczan krakowskich przeciwko księciu Władysławowi Łokietkowi, otrzymując poparcie m.in. od biskupa krakowskiego Jana Muskaty i mieszczan innych miast małopolskich. Sprowadzony do Krakowa książę opolski Bolesław I nie zdołał jednak zdobyć Wawelu i w 1312 roku poddał miasto Władysławowi Łokietkowi; wywiózł wówczas Alberta do Opola, gdzie więził go do 1317 roku. Najpewniej wykupiony przez rodzinę, udał się do Pragi.
Albert posiadał dom (prawdopodobnie jeden z pierwszych świeckich budynków murowanych w Krakowie), który po stłumieniu buntu został przejęty przez księcia i rozbudowany w siedzibę starosty grodowego (tzw. Gródek). Klęska buntu wójta Alberta zaowocowała także zmianami ustrojowymi w Krakowie – m.in. zlikwidowane zostało dziedziczne wójtostwo, a władzę objęła rada miejska i burmistrz, mocno uzależnieni od księcia.
Wkrótce po jego śmierci powstała Pieśń o wójcie Albercie.